# British and Irish Cup 2017-18
La British and Irish Cup 2017-18 fue la novena y última edición del torneo de rugby para equipos de Gales, Inglaterra e Irlanda.

## Sistema de disputa
Cada equipo disputó seis partidos frente a sus rivales de grupo, tres en condición de local y tres de visita, posteriormente los cinco equipos ganadores de grupo más los tres mejores segundos clasificaron a los cuartos de final.

## Desarrollo
|  | Cuartos de final. |

### Grupo 1
| Pos. | Equipo                     | Encuentros | Encuentros | Encuentros | Encuentros | Tantos | Tantos | Tantos | PB | PB | Puntos |
| Pos. | Equipo                     | PJ         | PG         | PE         | PP         | F      | C      | Dif    | BO | BD | Puntos |
| ---- | -------------------------- | ---------- | ---------- | ---------- | ---------- | ------ | ------ | ------ | -- | -- | ------ |
| 1.º  | Bedford Blues              | 6          | 5          | 0          | 1          | 165    | 102    | 63     | 3  | 1  | 24     |
| 2.º  | Munster A                  | 6          | 5          | 0          | 1          | 136    | 62     | 74     | 1  | 0  | 21     |
| 3.º  | Nottingham Rugby           | 6          | 2          | 0          | 4          | 103    | 157    | -54    | 2  | 1  | 11     |
| 4.º  | Ospreys Premiership Select | 6          | 0          | 0          | 6          | 69     | 152    | -83    | 0  | 2  | 2      |

### Grupo 2
| Pos. | Equipo                           | Encuentros | Encuentros | Encuentros | Encuentros | Tantos | Tantos | Tantos | PB | PB | Puntos |
| Pos. | Equipo                           | PJ         | PG         | PE         | PP         | F      | C      | Dif    | BO | BD | Puntos |
| ---- | -------------------------------- | ---------- | ---------- | ---------- | ---------- | ------ | ------ | ------ | -- | -- | ------ |
| 1.º  | Leinster A                       | 6          | 5          | 0          | 1          | 235    | 141    | 94     | 6  | 0  | 26     |
| 2.º  | Doncaster Knights                | 6          | 4          | 0          | 2          | 231    | 167    | 64     | 5  | 1  | 22     |
| 3.º  | Bristol Bears                    | 6          | 3          | 0          | 3          | 208    | 168    | 40     | 4  | 0  | 16     |
| 4.º  | Cardiff Blues Premiership Select | 6          | 0          | 0          | 6          | 83     | 281    | -198   | 2  | 0  | 2      |

### Grupo 3
| Pos. | Equipo                     | Encuentros | Encuentros | Encuentros | Encuentros | Tantos | Tantos | Tantos | PB | PB | Puntos |
| Pos. | Equipo                     | PJ         | PG         | PE         | PP         | F      | C      | Dif    | BO | BD | Puntos |
| ---- | -------------------------- | ---------- | ---------- | ---------- | ---------- | ------ | ------ | ------ | -- | -- | ------ |
| 1.º  | Jersey Reds                | 6          | 5          | 0          | 1          | 215    | 85     | 130    | 5  | 1  | 26     |
| 2.º  | Yorkshire Carnegie         | 6          | 4          | 0          | 2          | 130    | 127    | 3      | 3  | 0  | 19     |
| 3.º  | London Scottish            | 6          | 3          | 0          | 3          | 119    | 170    | -51    | 3  | 0  | 15     |
| 4.º  | Dragons Premiership Select | 6          | 0          | 0          | 6          | 109    | 191    | -82    | 1  | 3  | 4      |

### Grupo 4
| Pos. | Equipo              | Encuentros | Encuentros | Encuentros | Encuentros | Tantos | Tantos | Tantos | PB | PB | Puntos |
| Pos. | Equipo              | PJ         | PG         | PE         | PP         | F      | C      | Dif    | BO | BD | Puntos |
| ---- | ------------------- | ---------- | ---------- | ---------- | ---------- | ------ | ------ | ------ | -- | -- | ------ |
| 1.º  | Ealing Trailfinders | 6          | 6          | 0          | 0          | 320    | 67     | 253    | 6  | 0  | 30     |
| 2.º  | Rotherham Titans    | 6          | 3          | 0          | 3          | 120    | 151    | -31    | 1  | 0  | 13     |
| 3.º  | Connacht Eagles     | 6          | 2          | 0          | 4          | 146    | 228    | -82    | 2  | 1  | 11     |
| 4.º  | Richmond FC         | 6          | 1          | 0          | 5          | 81     | 221    | -140   | 1  | 0  | 5      |

### Grupo 5
| Pos. | Equipo                      | Encuentros | Encuentros | Encuentros | Encuentros | Tantos | Tantos | Tantos | PB | PB | Puntos |
| Pos. | Equipo                      | PJ         | PG         | PE         | PP         | F      | C      | Dif    | BO | BD | Puntos |
| ---- | --------------------------- | ---------- | ---------- | ---------- | ---------- | ------ | ------ | ------ | -- | -- | ------ |
| 1.º  | Ulster A                    | 6          | 5          | 0          | 1          | 143    | 111    | 32     | 3  | 0  | 23     |
| 2.º  | Cornish Pirates             | 6          | 4          | 0          | 2          | 162    | 86     | 76     | 3  | 0  | 19     |
| 3.º  | Scarlets Premiership Select | 6          | 2          | 0          | 4          | 107    | 158    | -51    | 1  | 1  | 10     |
| 4.º  | Hartpury College RFC        | 6          | 1          | 0          | 5          | 124    | 180    | -56    | 2  | 2  | 8      |

### Cuartos de final
| 30 de marzo de 2018 | Jersey Reds | 22 - 10 | Doncaster Knights |  |  |

| 30 de marzo de 2018 | Leinster A | 17 - 6 | Munster A |  |  |

| 31 de marzo de 2018 | Bedford Blues | 16 - 10 | Ulster A |  |  |

| 31 de marzo de 2018 | Ealing Trailfinders | 28 - 25 | Cornish Pirates |  |  |

### Semifinales
| 21 de abril de 2018 | Ealing Trailfinders | 36 - 16 | Bedford Blues |  |  |

| 21 de abril de 2018 | Jersey Reds | 27 - 29 | Leinster A |  |  |

### Final
| 12 de mayo de 2018 | Ealing Trailfinders | 22 - 7 | Leinster A |  |  |

| Bandera de Inglaterra       |
| Campeón Ealing Trailfinders |
| Primer título               |